# 年平均成長率
年平均成長率（ねんへいきんせいちょうりつ、英: compound annual growth rate, CAGR）とは、指定した期間に亘る成長率から、1年あたりの成長率として算出した幾何平均のことである。

## 定義式
{\displaystyle \mathrm {CAGR} (t_{0},t_{n})=\left({V(t_{n})/V(t_{0})}\right)^{\frac {1}{t_{n}-t_{0}}}-1}
ここで、 {\displaystyle V(t_{0})} は開始値、 {\displaystyle V(t_{n})} は終了値、{\displaystyle t_{n}-t_{0}} は年数である。
つまり対数を取り以下が成立する。
{\displaystyle \log \left(1+\mathrm {CAGR} (t_{0},t_{n})\right)={\frac {\log V(t_{n})-\log V(t_{0})}{t_{n}-t_{0}}}}